# Final del Grand Prix de patinaje artístico sobre hielo 2012-2013
La final del Grand Prix de patinaje artístico sobre hielo de la temporada 2012-2013 fue una competición internacional, con la que culminaron las series del Grand Prix de las categorías sénior y júnior.
Tuvo lugar en el Iceberg Skating Palace en Sochi, Rusia del 6 al 9 de diciembre de 2012. Se otorgaron medallas en las disciplinas de patinaje individual masculine, femenino, de parejas y danza sobre hielo, en las categorías sénior (veteranos) y júnior (juveniles).
Participantes

## Categoría sénior
Los participantes en los eventos de la serie del Grand Prix Skate America, Skate Canada, Copa de China, Trofeo NHK, Trofeo Éric Bompard, y Copa Rostelecom acumularon puntos según su clasificación final en estas competiciones. Los seis patinadores o equipos con el mayor número de puntos se clasificaron para la final.Yulia Lipnitskaya no pudo competir por haber sufrido una conmoción cerebral y fue reemplazada por Christina Gao.
|            | Patinaje individual masculino | Patinaje individual femenino     | Patinaje en parejas                     | Danza de hielo                        |
| ---------- | ----------------------------- | -------------------------------- | --------------------------------------- | ------------------------------------- |
| 1          | Patrick Chan                  | Ashley Wagner                    | Tatiana Volosozhar / Maxim Trankov      | Meryl Davis / Charlie White           |
| 2          | Yuzuru Hanyu                  | Mao Asada                        | Vera Bazárova / Yuri Larionov           | Tessa Virtue / Scott Moir             |
| 3          | Takahiko Kozuka               | Kiira Korpi                      | Pang Qing / Tong Jian                   | Nathalie Péchalat / Fabian Bourzat    |
| 4          | Tatsuki Machida               | Akiko Suzuki                     | Yuko Kavaguti / Aleksandr Smirnov       | Yekaterina Bobrova / Dmitri Soloviov  |
| 5          | Daisuke Takahashi             | Yúliya Lipnítskaya (no compitió) | Meagan Duhamel / Eric Radford           | Yelena Ilinyj / Nikita Katsalapov     |
| 6          | Javier Fernández              | Yelizaveta Tuktamýsheva          | Kirsten Moore-Towers / Dylan Moscovitch | Anna Cappellini / Luca Lanotte        |
| Sustitutos |                               |                                  |                                         |                                       |
| 1.º        | Jeremy Abbott                 | Christina Gao (compitió)         | Caydee Denney / John Coughlin           | Kaitlyn Weaver / Andrew Poje          |
| 2.º        | Florent Amodio                | Mirai Nagasu                     | Stefania Berton / Ondrej Hotarek        | Yekaterina Riazanova / Iliá Tkachenko |
| 3.º        | Takahito Mura                 | Kanako Murakami                  | Ksenia Stolbova / Fiódor Klímov         | Maia Shibutani / Alex Shibutani       |

## Categoría júnior
Los patinadores que habían cumplido 13 años antes del 1 de julio de 2012
y menores de 19 o menores de 21 años en el caso de patinadores varones en las disciplinas de patinaje de parejas o danza sobre hielo pudieron competir en la serie del Grand Prix Júnior de 2012  y conseguir puntos según su posición en la clasificación general. Los seis participantes con más puntos en cada disciplina se clasificaron para la final.
|            | Patinaje individual masculino | Patinaje individual femenino | Patinaje en parejas                 | Danza sobre hielo hielo                 |
| ---------- | ----------------------------- | ---------------------------- | ----------------------------------- | --------------------------------------- |
| 1          | Joshua Farris                 | Yelena Radiónova             | Margaret Purdy / Michael Marinaro   | Alexandra Stepanova / Ivan Bukin        |
| 2          | Maksim Kovtun                 | Angela Wang                  | Lina Fedorova / Maksim Miroshkin    | Alexandra Aldridge / Daniel Eaton       |
| 3          | Jason Brown                   | Anna Pogorilaya              | Brittany Jones / Ian Beharry        | Gabriella Papadakis / Guillaume Cizeron |
| 4          | Boyang Jin                    | Satoko Miyahara              | Maria Vigalova / Egor Zakroev       | Valeria Zenkova / Valerie Sinitsin      |
| 5          | Ryuju Hino                    | Hannah Miller                | Vasilisa Davankova / Andrei Deputat | Evgenia Kosigina / Nikolai Moroshkin    |
| 6          | Keiji Tanaka                  | Leah Keiser                  | Yu Xiaoyu / Jin Yang                | Anna Yanovskaya / Sergey Mozgov         |
| Sustitutos |                               |                              |                                     |                                         |
| 1.º        | Aleksandr Samarin             | Kim Hae-jin                  | Madeline Aaron / Max Settlage       | Shari Koch / Cristiano Nuchtern         |
| 2.º        | Han Yan                       | Courtney Hicks               | Annabelle Prölss / Ruben Blommaert  | Madeline Edwards / Zhao Kai Pang        |
| 3.º        | Aleksandr Petrov              | Miyabi Oba                   | Britney Simpson / Matthew Blackmer  | Andreanne Poulin / Marc-Andre Criado    |

## Resumen

### Competición sénior
El japonés  Daisuke Takahashi fue primero en el programa corto de patinaje masculino, seguido por el campeón vigente Patrick Chan de Canadá, y Yuzuru Hanyu, también de Japón. Javier Fernández, de España, cuarto en la clasificación global, ganó el programa libre con un programa que incluyó tres saltos cuádruples. Takahashi ganó el  título, Hanyu ganó la medalla de plata, y Chan la de bronce.
Mao Asada, de Japón, fue primera en el programa corto femenino, seguida por la estadounidense Ashley Wagner y la japonesa Akiko Suzuki. Asada también ganó el programa libre y ganó la medalla de oro por tercera vez. Wagner sufrió una lesión durante el programa libre, pero logró completarlo y obtuvo la medalla de plata, y Suzuki ganó el bronce. La rusa Yelizaveta Tuktamýsheva alcanzó el segundo puesto en el programa libre, pero quedó quinta en la clasificación general.
Los rusos Tatiana Volosozhar y Maksim Trankov ganaron el programa corto de patinaje en parejas, por delante de sus compatriotas Vera Bazárova y Yuri Larionov y los chinos  Pang Qing y Tong Jian. Bazárova y Larionov ganaron el programa libre, pero no pudieron adelantar a Volosozhar y Trankov, que ganaron el oro. Bazárova y Larionov fueron segundos y Pang y Tong, terceros.
Los campeones vigentes, Meryl Davis y Charlie White, de los Estados Unidos, ganaron la danza corta batiendo a los campeones mundiales Tessa Virtue y Scott Moir de Canadá, y a Nathalie Pechalat y Fabian Bourzat, de Francia.

### Competición júnior
Rusia ganó las cuatro medallas de oro y todas las medallas en patinaje en parejas.
El estadounidense Joshua Farris ganó el programa corto de patinaje masculino, por delante de Maksim Kovtun y el campeón de la temporada anterior, Jason Brown. Kovtun se clasificó primero tras ganar el programa libre. Farris fue segundo, y el japonés  Ryuju Hino adelantó a Brown para quedar tercero.
Yelena Radiónova, de Rusia, ganó el programa corto de patinaje femenino, seguida por la estadounidense Hannah Miller y la rusa Anna Pogorilaya. Radiónova también ganó el programa libre y la medalla de oro, por delante de Miller, que fue cuarta en el programa libre, y Pogorilaya. Angela Wang, de los Estados Unidos fue segunda en el programa libre, pero no fue suficiente para conseguir una medalla.
Los rusos Lina Fedorova y Maksim Miroshkin, los canadienses Margaret Purdy y Michael Marinaro y los rusos Vasilisa Davankova y Andréi Deputat ocuparon el primer, segundo y tercer puestos respectivamente en el programa corto de parejas. Fedorova y Miroshkin ganaron también el programa libre y el oro, y Davankova y Deputat y sus compatriotas Maria Vigalova y Egor Zakroev adelantaron posiciones para conseguir las medallas de plata y bronce respectivamente.
Aleksandra Stepanova e Iván Bukin, de Rusia, ganaron la danza corta; Gabriella Papadakis y Guillaume Cizeron, de Francia, fueron segundos, y Anna Yanovskaia y Serguéi Mozgov, terceros. Stepanova y Bukin ganaron el programa libre y se clasificaron primeros, Papadakis / Cizeron quedaron en segundo puesto y los estadounidenses Alexandra Aldridge y Daniel Eaton consiguieron la medalla de bronce.

## Resultados en categoría sénior

### Patinaje individual masculino
| Clasificación | Nombre            | País              | Puntuación | Programa corto | Programa corto | Programa libre | Programa libre |
| ------------- | ----------------- | ----------------- | ---------- | -------------- | -------------- | -------------- | -------------- |
| 1             | Daisuke Takahashi | Bandera de Japón  | 269,40     | 1              | 92,29          | 3              | 177,11         |
| 2             | Yuzuru Hanyu      | Bandera de Japón  | 264,29     | 3              | 87,17          | 2              | 177,12         |
| 3             | Patrick Chan      | Bandera de Canadá | 258,66     | 2              | 89,27          | 4              | 169,39         |
| 4             | Javier Fernández  | Bandera de España | 258,62     | 5              | 80,19          | 1              | 178,43         |
| 5             | Takahiko Kozuka   | Bandera de Japón  | 253,27     | 4              | 86,39          | 5              | 166,88         |
| 6             | Tatsuki Machida   | Bandera de Japón  | 198,63     | 6              | 70,58          | 6              | 128,05         |

### Patinaje individual femenino
| Clasificación | Nombre                  | País                      | Puntuación | Programa corto | Programa corto | Programa libre | Programa libre |
| ------------- | ----------------------- | ------------------------- | ---------- | -------------- | -------------- | -------------- | -------------- |
| 1             | Mao Asada               | Bandera de Japón          | 196,80     | 1              | 66,96          | 1              | 129,84         |
| 2             | Ashley Wagner           | Bandera de Estados Unidos | 181,93     | 2              | 66,44          | 4              | 115,49         |
| 3             | Akiko Suzuki            | Bandera de Japón          | 180,77     | 3              | 65,00          | 3              | 115,77         |
| 4             | Kiira Korpi             | Bandera de Finlandia      | 174,94     | 4              | 63,42          | 5              | 111,52         |
| 5             | Yelizaveta Tuktamýsheva | Bandera de Rusia          | 173,75     | 5              | 56,61          | 2              | 117,14         |
| 6             | Christina Gao           | Bandera de Estados Unidos | 154,54     | 6              | 48,56          | 6              | 105,98         |

### Patinaje en parejas
| Clasificación | Nombre                                  | País                                  | Puntuación | Programa corto | Programa corto | Programa libre | Programa libre |
| ------------- | --------------------------------------- | ------------------------------------- | ---------- | -------------- | -------------- | -------------- | -------------- |
| 1             | Tatiana Volosozhar / Maxim Trankov      | Bandera de Rusia                      | 204,55     | 1              | 73,46          | 2              | 131,09         |
| 2             | Vera Bazárova / Yuri Larionov           | Bandera de Rusia                      | 201,60     | 2              | 70,14          | 1              | 131,46         |
| 3             | Pang Qing / Tong Jian                   | Bandera de la República Popular China | 192,81     | 3              | 64,74          | 3              | 128,07         |
| 4             | Meagan Duhamel / Eric Radford           | Bandera de Canadá                     | 187,09     | 4              | 64,20          | 4              | 122,89         |
| 5             | Kirsten Moore-Towers / Dylan Moscovitch | Bandera de Canadá                     | 180,45     | 5              | 60,95          | 6              | 119,50         |
| 6             | Yuko Kavaguti / Aleksandr Smirnov       | Bandera de Rusia                      | 178,72     | 6              | 58,02          | 5              | 120,70         |

### Danza sobre hielo
| Clasificación | Nombre                               | País                      | Puntuación | Danza corta | Danza corta | Danza libre | Danza libre |
| ------------- | ------------------------------------ | ------------------------- | ---------- | ----------- | ----------- | ----------- | ----------- |
| 1             | Meryl Davis / Charlie White          | Bandera de Estados Unidos | 183,39     | 1           | 73,20       | 1           | 110,19      |
| 2             | Tessa Virtue / Scott Moir            | Bandera de Canadá         | 179,83     | 2           | 71,27       | 2           | 108,56      |
| 3             | Nathalie Péchalat / Fabian Bourzat   | Bandera de Francia        | 170,18     | 3           | 68,70       | 3           | 101,48      |
| 4             | Anna Cappellini / Luca Lanotte       | Bandera de Italia         | 165,64     | 5           | 66,11       | 4           | 99,53       |
| 5             | Yekaterina Bobrova / Dmitri Soloviov | Bandera de Rusia          | 158,09     | 4           | 66,23       | 6           | 91,86       |
| 6             | Yelena Ilinyj / Nikita Katsalapov    | Bandera de Rusia          | 156,36     | 6           | 63,56       | 5           | 92,80       |

## Resultados en categoría júnior

### Patinaje individual masculino
| Clasificación | Nombre        |                                       | Puntuación | Programa coto | Programa coto | Programa libre | Programa libre |
| ------------- | ------------- | ------------------------------------- | ---------- | ------------- | ------------- | -------------- | -------------- |
| 1             | Maksim Kovtun | Bandera de Rusia                      | 222,31     | 2             | 72,53         | 1              | 149,78         |
| 2             | Joshua Farris | Bandera de Estados Unidos             | 211,37     | 1             | 74,53         | 2              | 136,84         |
| 3             | Ryuju Hino    | Bandera de Japón                      | 198,92     | 4             | 67,55         | 3              | 131,37         |
| 4             | Jason Brown   | Bandera de Estados Unidos             | 198,32     | 3             | 69,43         | 4              | 128,89         |
| 5             | Jin Boyang    | Bandera de la República Popular China | 187,95     | 6             | 60,73         | 5              | 127,22         |
| 6             | Keiji Tanaka  | Bandera de Japón                      | 174,55     | 5             | 61,74         | 6              | 112,81         |

### Patinaje individual femenino
| Clasificación | Nombre           | País                      | Puntuación | Programa corto | Programa corto | Programa libre | Programa libre |
| ------------- | ---------------- | ------------------------- | ---------- | -------------- | -------------- | -------------- | -------------- |
| 1             | Yelena Radiónova | Bandera de Rusia          | 179,40     | 1              | 60,90          | 1              | 118,50         |
| 2             | Hannah Miller    | Bandera de Estados Unidos | 168,41     | 2              | 59,18          | 4              | 109,23         |
| 3             | Anna Pogorilaya  | Bandera de Rusia          | 167,40     | 3              | 57,94          | 3              | 109,46         |
| 4             | Angela Wang      | Bandera de Estados Unidos | 162,05     | 4              | 51,16          | 2              | 110,89         |
| 5             | Satoko Miyahara  | Bandera de Japón          | 157,74     | 5              | 49,60          | 5              | 108,14         |
| 6             | Leah Keiser      | Bandera de Estados Unidos | 137,44     | 6              | 47,23          | 6              | 90,23          |

### Patinaje en parejas
| Clasificación | Nombre                              | País                                  | Puntuación | Programa corto | Programa corto | Programa libre | Programa libre |
| ------------- | ----------------------------------- | ------------------------------------- | ---------- | -------------- | -------------- | -------------- | -------------- |
| 1             | Lina Fedorova / Maxim Miroshkin     | Bandera de Rusia                      | 161,11     | 1              | 54,37          | 1              | 106,74         |
| 2             | Vasilisa Davankova / Andrei Deputat | Bandera de Rusia                      | 155,96     | 3              | 51,34          | 2              | 104,62         |
| 3             | Maria Vigalova / Egor Zakroev       | Bandera de Rusia                      | 153,56     | 4              | 50,76          | 3              | 102,80         |
| 4             | Margaret Purdy / Michael Marinaro   | Bandera de Canadá                     | 149,94     | 2              | 51,83          | 5              | 98,11          |
| 5             | Xiaoyu Yu / Yang Jin                | Bandera de la República Popular China | 149,20     | 5              | 50,34          | 4              | 98,86          |
| 6             | Brittany Jones / Ian Beharry        | Bandera de Canadá                     | 145,89     | 6              | 48,11          | 6              | 97,78          |

### Danza sobre hielo
| Clasificación | Nombre                                  | País                      | Puntuación | Danza corta | Danza corta | Danza libre | Danza libre |
| ------------- | --------------------------------------- | ------------------------- | ---------- | ----------- | ----------- | ----------- | ----------- |
| 1             | Aleksandra Stepanova / Ivan Bukin       | Bandera de Rusia          | 149,57     | 1           | 61,18       | 1           | 88,39       |
| 2             | Gabriella Papadakis / Guillaume Cizeron | Bandera de Francia        | 139,21     | 2           | 54,79       | 2           | 84,42       |
| 3             | Alexandra Aldridge / Daniel Eaton       | Bandera de Estados Unidos | 136,19     | 4           | 52,60       | 3           | 83,59       |
| 4             | Anna Yanovskaia / Sergei Mozgov         | Bandera de Rusia          | 129,31     | 3           | 53,03       | 4           | 76,28       |
| 5             | Valeria Zenkova / Valerie Sinitsin      | Bandera de Rusia          | 124,19     | 6           | 50,39       | 5           | 73,80       |
| 6             | Yevguéniya Kosigina / Nikolái Moroshkin | Bandera de Rusia          | 120,05     | 5           | 50,45       | 6           | 69,60       |